# Anders Luxemburg

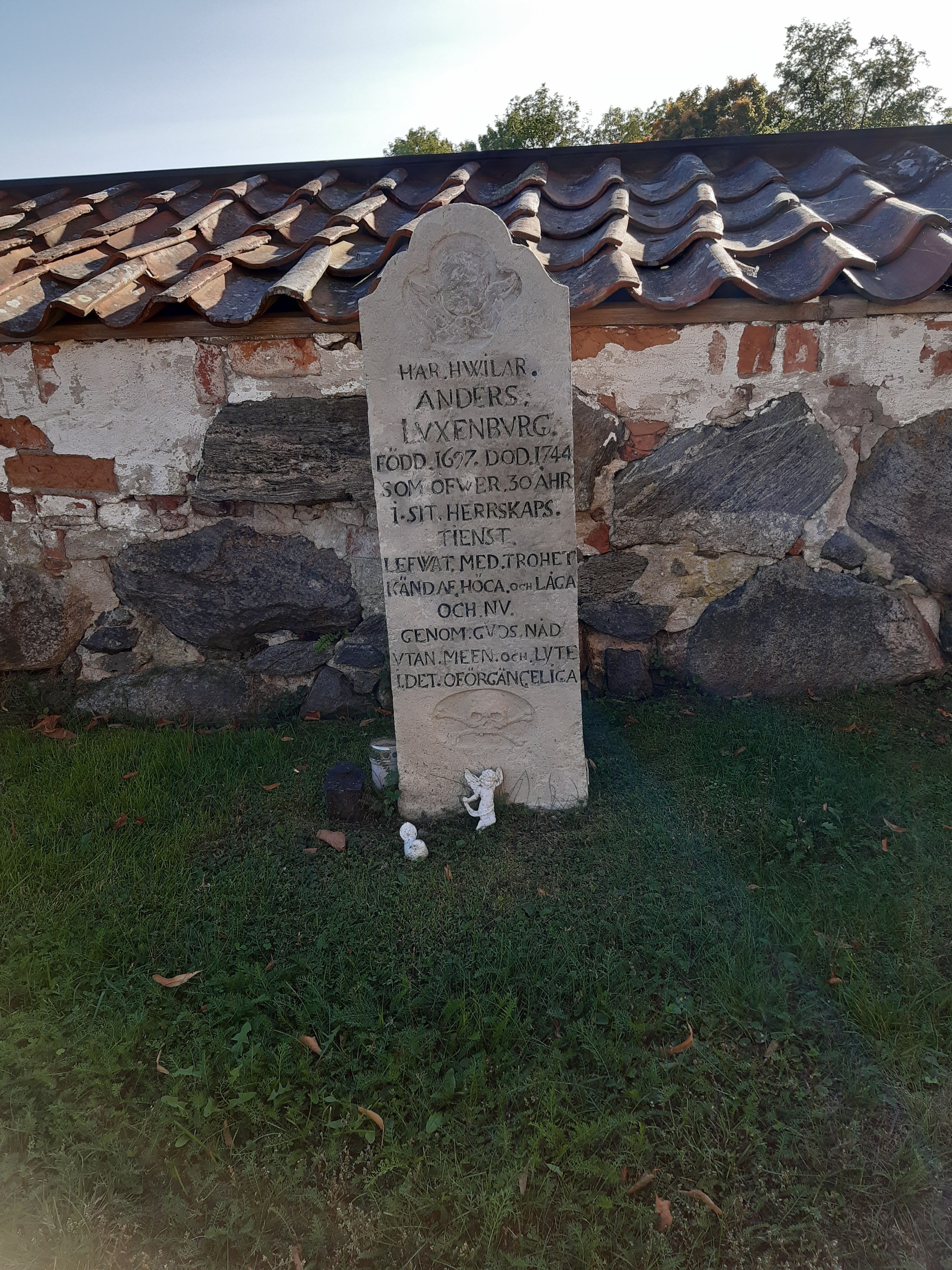
Anders Luxemburg gravsten, Ängsön

Anders Luxemburg, född 1697, död 1744, var en svensk hovnarr och hovdvärg.
Luxemburg kom från Kumla i Närke och presenterades för Karl XII sedan han följt med Carl Gustaf Mörners familj till kungens residens i Lund 1717. Under denna tid var det modernt att anställa personer med dvärgväxt som hovnarrar, och Luxemburg fick denna position hos Karl XII. Han var uppskattad för sina franska och italienska visor och anedokter, och spelade också fiol. Luxemburg följde med kungen på det andra norska fälttåget. Efter Karl XII:s död 1718 anställdes han hos greve Carl Fredrik Piper på Ängsö slott, där han kvarblev resten av livet. Anders Luxemburg avled 1744 och begravdes vid Ängsö slott.
Enligt spökhistorier skall den kortvuxne och puckelryggige Luxemburg ibland ta en liten promenad i parken, eller på gången mellan slottet och kyrkan. Han är klädd i grå långrock med skört och har en grå mössa på huvudet.